# Chilenische Fußballnationalmannschaft (U-17-Junioren)
Die chilenische U-17-Fußballnationalmannschaft ist eine Auswahlmannschaft chilenischer Fußballspieler. Sie unterliegt der Federación de Fútbol de Chile und repräsentiert sie international auf U-17-Ebene, etwa in Freundschaftsspielen gegen die Auswahlmannschaften anderer nationaler Verbände, bei U-17-Südamerikameisterschaft und U-17-Weltmeisterschaften.
Die Mannschaft qualifizierte sich bislang für vier Weltmeisterschaften. 1993 verlor sie im Halbfinale gegen Ghana und gewann das anschließende Spiel um den dritten Platz im Elfmeterschießen gegen Polen. 1997 schied sie hinter Deutschland und Gastgeber Ägypten in der Vorrunde aus.
Bei Südamerikameisterschaften erreichte sie 1993 den zweiten Platz hinter Gastgeber Kolumbien. 1997 belegte sie den dritten Platz, 1985 den vierten Platz.

## Teilnahme an U-17-Weltmeisterschaften
(Bis 1989 U-16-Weltmeisterschaft)
| 1985 | nicht qualifiziert |
| 1987 | nicht qualifiziert |
| 1989 | nicht qualifiziert |
| 1991 | nicht qualifiziert |
| 1993 | 3. Platz           |
| 1995 | nicht qualifiziert |
| 1997 | Vorrunde           |
| 1999 | nicht qualifiziert |
| 2001 | nicht qualifiziert |
| 2003 | nicht qualifiziert |
| 2005 | nicht qualifiziert |
| 2007 | nicht qualifiziert |
| 2009 | nicht qualifiziert |
| 2011 | nicht qualifiziert |
| 2013 | nicht qualifiziert |
| 2015 | Achtelfinale       |
| 2017 | Vorrunde           |
| 2019 | Achtelfinale       |
| 2023 | nicht qualifiziert |

## Teilnahme an U-17-Südamerikameisterschaft
(Bis 1988 U-16-Südamerikameisterschaft)
| 1985 | 4. Platz |
| 1986 | Vorrunde |
| 1988 | Vorrunde |
| 1991 | Vorrunde |
| 1993 | 2. Platz |
| 1995 | Vorrunde |
| 1997 | 3. Platz |
| 1999 | Vorrunde |
| 2001 | Vorrunde |
| 2003 | Vorrunde |
| 2005 | Vorrunde |
| 2007 | Vorrunde |
| 2009 | Vorrunde |
| 2011 | Vorrunde |
| 2013 | Vorrunde |
| 2015 | Vorrunde |
| 2017 | 2. Platz |
| 2019 | 2. Platz |
| 2023 | Vorrunde |